# Beurre de murumuru
Le beurre de murumuru est extrait de la noix du palmier astrocaryum murumuru, originaire du Brésil. Ce produit est utilisé en cosmétique. L'amande sous pression fournit un beurre avec des qualités physiques et biologiques intéressantes en cosmétique : forte concentration en acide laurique, dureté à température ambiante.
Les indiens Ashaninka de l'Acre au Brésil considèrent le muru muru comme un ancêtre. Depuis 2007, un conflit juridique les oppose au chercheur Fabio Dias, coupable de biopiraterie pour avoir développé un savon de muru muru après des années d'enquête sur leurs terres, sans leur donner aucun retour sur les connaissances transmises. Le 22 mai 2013, le juge fédéral de Rio Branco (état de l'Acre) conclut à l'appropriation illégitime par Fabio Dias des connaissances traditionnelles des Ashaninkas, en contradiction avec les dispositions de la Convention sur la diversité biologique. Fabio Dias est condamné à payer 15 % du bénéfice de sa société à la communauté avec un minimum de 200 000 reais sur 15 ans. La propriété des brevets est transférée à l'association des Ashaninkas de l'Acre Apiwtxa.
Le beurre de Murumuru contient 40 % de graisse et est utilisé pour le soin des cheveux, pour nourrir, fortifier et réparer les cheveux secs et abîmés.